# 吉田镇
吉田镇，是中华人民共和国广东省清远市连山壮族瑶族自治县下辖的一个乡镇级行政单位。

## 行政区划
吉田镇下辖以下地区：
金山社区、成吉社区、石溪村、沙田村、东风村、高莲村、三水口村、联合村、旺南村和大旭山村。